# Kermes greeni
Kermes greeni är en insektsart som beskrevs av Bodenheimer 1931. Kermes greeni ingår i släktet Kermes och familjen eksköldlöss. Inga underarter finns listade i Catalogue of Life.